# Deltocyathus agassizi
Deltocyathus agassizi is een rifkoralensoort uit de familie van de Deltocyathidae. De wetenschappelijke naam van de soort is voor het eerst geldig gepubliceerd in 1867 door Pourtalès.